# Bambiderstroff
Bambiderstroff är en kommun i departementet Moselle i regionen Grand Est (tidigare regionen Lorraine) i nordöstra Frankrike. Kommunen ligger i kantonen Faulquemont som tillhör arrondissementet Boulay-Moselle. År 2022 hade Bambiderstroff 1 024 invånare.

## Befolkningsutveckling
Antalet invånare i kommunen Bambiderstroff
| Referens: INSEE |